# Орловский троллейбус
Орловский троллейбус — троллейбусная система в городе Орле, Россия. Действует с 29 октября 1968 года.

## Маршруты

### Действующие
По состоянию на июнь 2025 года в городе Орле работают 4 троллейбусных маршрута:
| № | Конечные пункты                                      |
| - | ---------------------------------------------------- |
| 1 | Автовокзал – Санаторий Лесной                        |
| 4 | Автовокзал – Больница имени Семашко                  |
| 5 | Санаторий Лесной – Наугорское шоссе (Госуниверситет) |
| 6 | Автовокзал – Улица Максима Горького                  |

### Закрытые
| №   | Конечные пункты                                      | Дата закрытия        |
| --- | ---------------------------------------------------- | -------------------- |
| 1к  | Автовокзал – Северный рынок                          | 2009 год             |
| 2   | Санаторий Лесной – Наугорское шоссе (Госуниверситет) | 1 декабря 2023 года  |
| 3   | Вокзал – Больница имени Семашко                      | 25 октября 2015 года |
| 7   | Автовокзал – Южный переулок                          | 1 декабря 2023 года  |
| 8   | Южный переулок – Наугорское шоссе (Госуниверситет)   | 1 февраля 2022 года  |
| 9   | Микрорайон — СПЗ                                     | 2014 год             |
| 10  | Автовокзал — Южный переулок                          | Апрель 2012 года     |
| 12  | Автовокзал — Наугорское шоссе (Госуниверситет)       | Декабрь 2012 года    |
| б/н | Автовокзал — СПЗ                                     | 2009 год             |

## Способ оплаты проезда

Разовый абонементный талон (РАТ), использовавшийся с 1 января 2008 года по 15 июля 2010 года

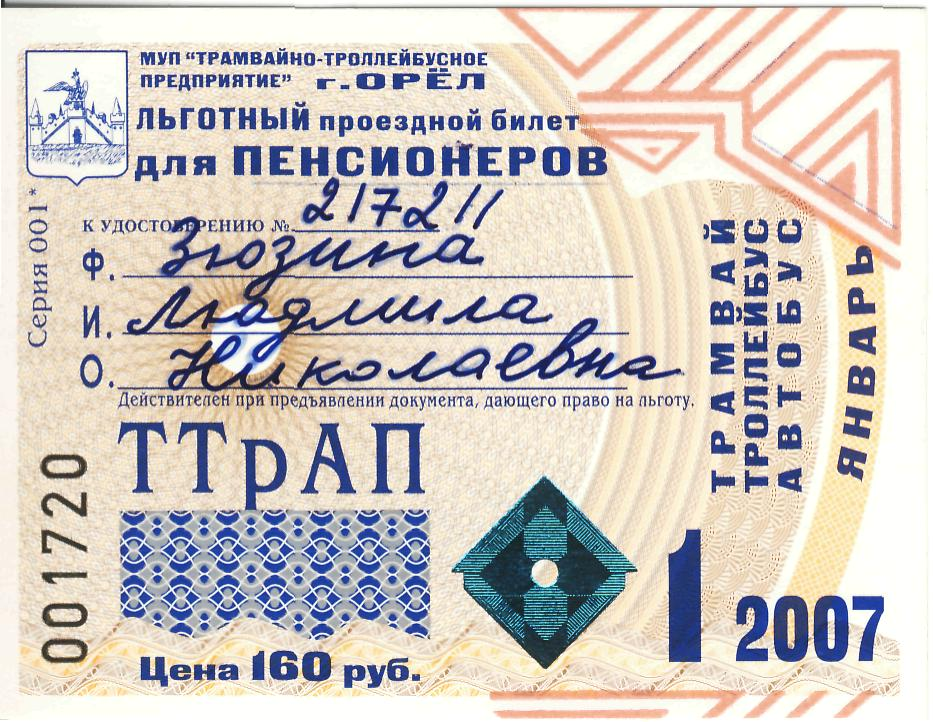
Именной месячный проездной билет для пенсионеров

Средства оплаты проезда в муниципальном транспорте (трамвай, троллейбус, автобус): абонементный талон на одну поездку (РАТ) и месячный проездной билет. В пределах административной границы г. Орла действует одна единая тарифная зона (как и в большинстве городов РФ).
Разовый абонементный талон (РАТ) (действителен только в муниципальном транспорте) — это билет, дающий право на 1 поездку по одному маршруту на всём его протяжении от одной конечной до другой. (РАТ не едины для всех видов муниципального транспорта, каждый вид имеет свой тип РАТ). При пересадке на другой вид транспорта или на другой маршрут одного вида муниципального транспорта всякий раз приобретается новый РАТ.
Месячный проездной билет (действителен только в муниципальном транспорте) — это билет, дающий право на неограниченное число поездок, пересадок по всем маршрутам одного вида транспорта (месячный проездной билет не един для всех видов муниципального транспорта, каждый вид муниципального транспорта имеет свой месячный проездной билет). Однако возможно приобрести совмещённый месячный проездной билет на экологические виды транспорта (трамвай и троллейбус), который действует по тому же правилу (действителен на всех маршрутах указанных видов транспорта в течение месяца на неограниченное число поездок, их дальности и числа пересадок). Месячный проездной билет на автобус всегда реализуется отдельно.
РАТ приобретается в салоне муниципального транспорта (трамвай, троллейбус, автобус) после входе у кондуктора или водителя-контролёра, который обязан продать вошедшему в салон РАТ (а вошедший обязан приобрести) и тем самым внести плату за проезд. РАТ продаётся только в салоне у кондуктора или у водителя-контролёра и не продаётся в городе вместе с месячными проездными билетами. После момента приобретения РАТ из рук кондуктора или водителя-контролёра он должен быть активирован (надорван при выдаче кондуктором или водителем-контролёром). После момента приобретения РАТ из рук кондуктора или водителя-контролёра он должен быть активирован (прокомпостирован в специальном устройстве на стене салона (компостере)). Данная процедура предназначена для исключения мошенничества при покупке/продаже РАТ. Активированный РАТ пассажир обязан сохранять до конца поездки и утилизировать после выхода из муниципального транспорта в урну.
Месячный проездной билет предъявляется при входе в муниципальный транспорт (трамвай, троллейбус, автобус) кондуктору или водителя-контролёру (в зависимости от наличия первого в салоне), который визуально фиксирует его наличие и тем самым удостоверяется, что проезд оплачен.
Оплата проезда в общественном транспорте осуществляется наличными средствами. Способ оплаты проезда в частном транспорте (такси обоих видов) — наличными средствами водителю за каждую поездку. Стоимость проезда в Орловском трамвае, троллейбусе и  автобусе составляет 25 рублей при наличном расчёте, 22 рубля при безналичном.
Во время поездки возможно осуществление дополнительного контроля оплаты проезда пассажирами, который осуществляется не продавцом РАТ кондуктором или водителем-контролёром, а специальными сотрудниками транспортной компании. В этом случае потребуется предъявить активированный РАТ ещё раз или месячный проездной билет для визуального контроля со стороны проверяющих. Штраф за безбилетный проезд в настоящее время составляет 100 рублей.

## Оператор перевозок
Орловской компанией-перевозчиком является муниципальное унитарное предприятие «Трамвайно-троллейбусное предприятие».

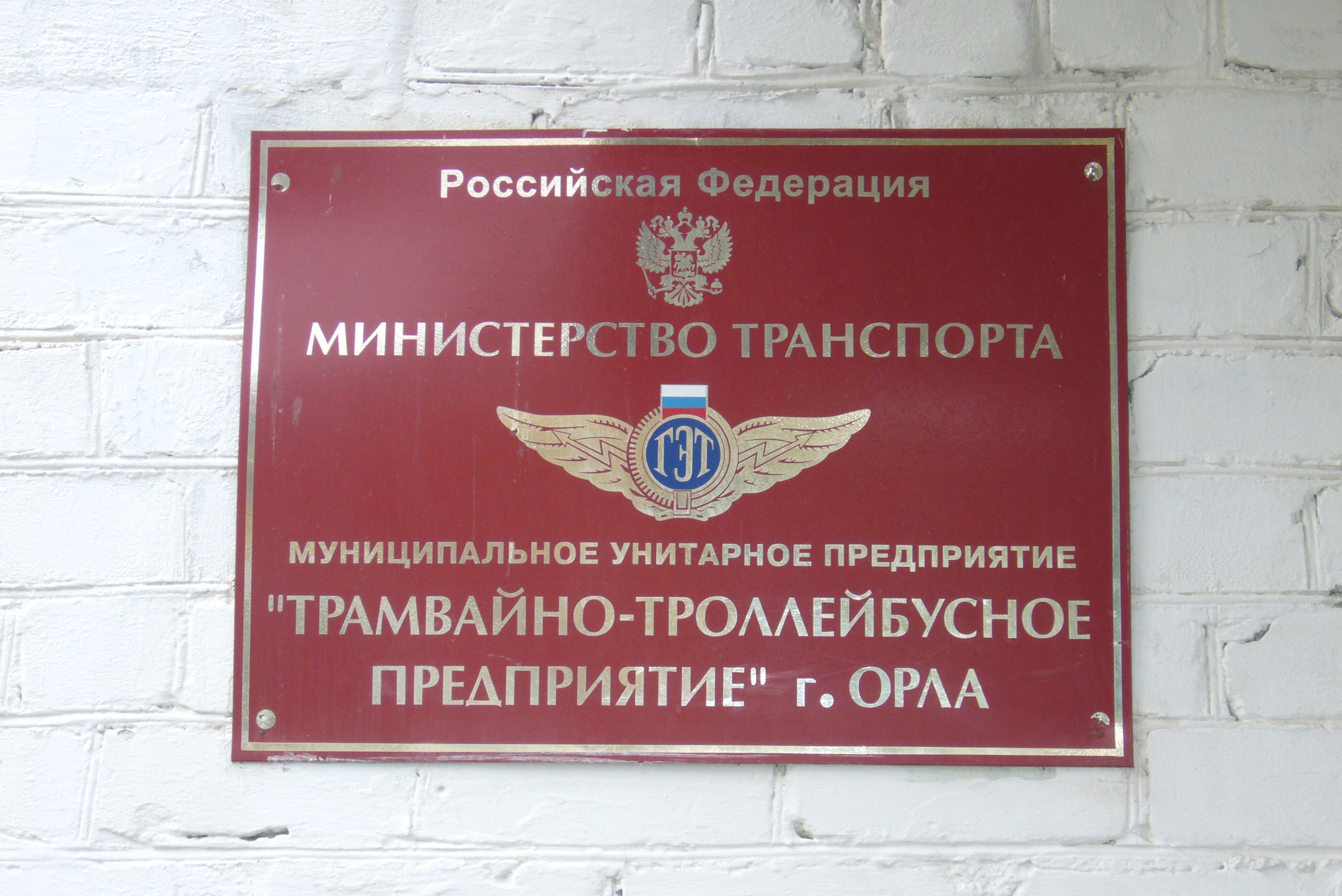
Управление ГЭТ

МУП «Трамвайно-троллейбусное предприятие» адрес: 302014, г. Орёл, Карачевская ул., д. 144
Музей ТТП: г. Орёл, Карачевская ул., д. 144
По рабочим дням на маршрутах запланирована работа 22 троллейбусов. Фактически данный выпуск не обеспечивается из-за сильного износа подвижного состава.

## История
В 1938 году в проекте развития городского транспорта города Орла впервые официально упоминается план строительство троллейбусной линии по Ленинской улице от Ильинки до Монастырки, строительство предполагалось реализовать после перешивки трамвайной сети с колеи 1000 мм на колею 1524 мм (реализовано в 1939-1941 годах), и троллейбусного депо на ул. М. Горького. До 1941 года начать реализовывать этот проект в Орле не удалось.
В 1953 году Московский институт Гипрокоммундортранс разработал план развития городского пассажирского транспорта в Орле, где в качестве перспективного повторно предложен к развитию дополнительный вид городского общественного транспорта — троллейбус. Согласно прогнозам тех лет к 1965 г. население города Орла должно было составить 270 тыс. жит., а на расчётный срок до 1980 г. - 500 тыс. жит., на основе чего троллейбусный транспорт и был утверждён в качестве перспективного. Его проектирование было отложено, так как Орловский трамвай справлялся с пассажиропотоками тех лет.
В книге «Город Орёл 1955 г.» на стр. 89 появляется первое официальное упоминание об Орловском троллейбусе: « Трамвайная линия на ул. Сталина (ныне ул. Московская) будет снята и заменена ... троллейбусной, которая пройдёт от вокзала к заводу железобетонных конструкций.»
22 ноября 1957 г. в газете «Орловская Правда» появляется статья «Наше недалёкое будущее» в которой описывается облик города Орла через 20 лет — в 1970-е годы, где по улицам будущие горожане добираются на работу троллейбусами.
В 1958 г. в справочнике «Город Орёл» обозначена первая линия троллейбуса от Комсомольской пл. до нового микрорайона Сталепрокатного завода. Этот район был запланирован к возведению на удалении 4 км от тогдашних городских границ (за дер. Прокуровка Платоновского сельсовета). Массовое строительство первых кварталов на новых территориях развернулось с 1961 г., проект планировки предполагал заселение здесь до 100 тыс. жителей. Столь значительная удалённость микрорайона объяснялась необходимостью расселения здесь работников строящегося при нём крупного сталепрокатного завода, промплощадка для которого в свою очередь разместилась на удалении ещё в 9,5 км от тогдашних городских окраин (и 5,5 км от обслуживающего жилого микрорайона). Столь значительные расстояния при размещении этих строек были обусловлены необходимостью прямого доступа строящегося предприятия к подъездным путям московского хода ж.д., а также земельным запасом под его дальнейшее развитие в крупный металлургический комбинат полного цикла (впоследствии отменено). Создание столь удалённых от исторического центра города новых очагов формирования пассажиропотоков потребовали и более надёжного пассажирского сообщения, но прокладка к ним трамвайной линии от действовавшей в городе трамвайной сети упёрлось в сложный рельеф местности в районе ж.д. Вокзала и необходимости строительства дополнительного тоннеля под основным ходом московской ж.д., а также второго депо. Скорейшее решение этой проблемы подтолкнуло городское руководство к переводу троллейбусного проекта в Орле к практической реализации, поскольку в направлении площадки жилого района уже вело асфальтированное Симферопольское шоссе, а движение автобусов требуемой интенсивности по нему организовать не представлялось возможным из-за дефицита последних в Орле (как и во всей стране).

### Начало строительства
В итоге в 1965 году по мере благоустройства Московского шоссе и заселения Микрорайона СПЗ был утверждён технический проект 1-й очереди троллейбусного депо вместительностью 50 машиномест (напротив строившихся первых кварталов у ул. Металлургов) и троллейбусной линии от него в центр Орла до Комсомольской площади. 5 августа 1965 г. в интервью газете «Орловская правда» на тему перспектив развития города председатель исполкома Орловского горсовета Н. А. Удалов уже твёрдо рапортовал: «По улицам города пойдут комфортабельные троллейбусы».
В 1966 году на перекрёстке Московского шоссе и ул. Металлургов забита первая свая под технологический корпус депо, и разворачивается его строительство. Параллельно с этим руководство города изыскивает все возможные ресурсы для реализации проекта в условиях критического дефицита в стране: от оборудования контактной сети и тяговых подстанций, до стройматериалов и самих троллейбусов. 
К 25 июля 1967 года возведение троллейбуса перешло в завершающую стадию: удалось соорудить здание депо, наполовину проложены и заасфальтированы подъездные пути. От депо в сторону города по Московскому шоссе начали устанавливать железобетонные опоры контактной сети, а в самом городе осуществлено расширение Московской и Комсомольской улиц. В этот же период были наняты первые водители, которые после комплектования группы были откомандированы на обучение в Брянское троллейбусное депо им. Сидорова.
В августе 1968 года в Орёл прибыла первая партия из 16 троллейбусов ЗиУ-5Г. Из-за затянувшихся строительных работ прибывшая техника была разгружена и первое время отстаивать в трамвайным депо, впоследствии из-за неготовности контактной сети её перегнали в троллейбусное депо на тягачах, с их помощью позднее производили обкатку на прицепе троллейбусов в самом микрорайоне и по трассе. В первую неделю сентября началась обкатка машин водителями по территории троллейбусного депо с питанием от контактной сети.

### Открытие регулярного движения
29 октября 1968 г. была перерезана красная ленточка и троллейбус ЗиУ-5 с бортовым № 12 под управлением водителя Александра Николаевича Пименова вышел в свой первый рейс по маршруту № 1 Микрорайон Сталепрокатного завода — Комсомольская площадь.

### Первые годы эксплуатации
Пусковой комплекс проработал без изменений до весны 1969 г.
30 апреля 1969 г.открыт маршрут № 2 Вокзал — Комсомольская площадь, для этого было построено разворотное кольцо на привокзальной площади с движением против часовой стрелки. С 1986 года троллейбусное движение переместили с противоположной стороны — по часовой стрелке, а на остатках старой линии, в районе завода «Текмаш» сделали служебное кольцо, который эксплуатируется и по сей день.

### 70-е годы
13 февраля 1970 г. продлен маршрута № 1 на север к проходным Орловского сталепрокатного завода им. 50-лет Октября, крупнейшего предприятия области. Орловский СПЗ являлся одним из основных заказчиков троллейбуса, спрос со стороны которого превышал 10 тыс. человек в сутки.
13 ноября 1971 г. продлен к Автовокзалу маршрут № 2, тогда же вошла в строй ТП № 5 на Комсомольской ул.
23 декабря 1971 г. продление маршрута № 1 к Автовокзалу, кольцо на Комсомольской площади с это момента начинает эксплуатироваться как резервное. С 1972 г. начинается новый этап в троллеизации областного центра. Сдача в эксплуатацию ТП № 6 (ул. Новикова д. 5-а) ознаменовала начало развития троллейбусной системы в Заорлицкой части города.
3 ноября 1972 г. перерезана красная лента и троллейбус ЗиУ-5 водителя А. В. Бобылёва с надписью на бортах: « Городу Первого Салюта — в честь 50-летия СССР. Маршрут в Советский район открыт!» тронулся по маршруту № 3 «Вокзал — 1-я Посадская ул. — Б-ца им. Семашко» с 1-й Посадской ул. в направлении Тургеневского моста и Советского р-на, следом двинулся троллейбус ЗиУ-5 водителя И. А. Лискина по маршруту № 4 «Автовокзал — Б-ца им. Семашко». В январе 1973 г. В Орёл прибыли первые троллейбусы ЗиУ-9.
16 июня 1973 г. открыты маршруты № 5 Вокзал — ул. М. Горького и № 6 Автовокзал — ул. М. Горького, заменившие снятые 23 мая 1973 г. трамвайный маршрут № 3 «Ул. М. Горького — Ул. А. С. Пушкина» (перенаправлен с ул. М. Горького на з-д «Химмаш») и № 5 "Ул. М. Горького — з-д «Дормаш» (упразднён). Конечная трамвая «ул. М. Горького» была переоборудована для оборота троллейбусов (находилась напротив д. 47а по ул. М. Горького, что ближе к ул. 8-го Марта, чем современная одноимённая конечная маршрута № 6). С этого момента возникает непродолжительный период в истории маршрута № 5, в течение которого он следовал через ул. 1-ю Посадскую. 18 декабря 1973 г. в Орле введена талонная система оплаты проезда в электротранспорте.
5 января 1974 г. сдана линия по улицам Матвеева, Лескова и Тургенева, что позволило организовать встречное кольцевое движение троллейбусов маршрутов № 3 и № 4 в Советском районе. Теперь маршрут № 3 пошёл по кругу в Советском районе против часовой стрелки, а маршрут № 4 — по часовой стрелке. Маршрут троллейбуса № 5 продолжал вместе с 6-м заканчиваться на ул. М. Горького, оборачиваясь на бывшем трамвайном кольце «Монастырка».
5 ноября 1975 г. введена в эксплуатацию односторонняя линия по ул. Брестской и организовано встречное движение по ул. Тургенева. С этого момента на ул. Тургенева эксплуатируется только одностороняя линия на выход из Советского р-на, КС по ул. Тургенева в сторону стадиона им. Ленина не используется и в настоящее время присутствует над улицей в заброшенном состоянии от Тургеневского моста и до стадиона им. Ленина и далее по ул. Лескова до ул. Полесской, небольшой участок, также в заброшеном состоянии, находится по ул. Октябрьской от ул. Тургенева до Полесской ул.
15 ноября 1975 г. продлён маршрут № 6 по всей протяжённости ул. М. Горького до конечной у дер. Костомаровка. Старое трамвайное кольцо «Ул. М. Горького (Монастырка)» у дома № 47-а теперь используется для оборота только троллейбусов 5 маршрута. Также 1975 г. отметился новым расширением энергохозяйства в связи с пуском ТП № 7 (СПЗ) и ТП № 8 (ул. Игнатова).
4 ноября 1977 г. открыт Октябрьский автодорожный мост через Оку в створе ул. Герцена и Пограничной (позднее 60-лет Октября) и маршрут № 5 Вокзал — ул. М. Горького с этого момента перенаправлен в Советский р-он по новому Октябрьскому мосту с выходом на ул. Октябрьскую через сквер Гуртьева, переносится и его конечная остановка на б-цу им. Семашко. С этого момента бывшее трамвайное кольцо на ул. М. Горького начинает эксплуатироваться как служебное, позднее оно забрасывается, на нём постепенно сначала демонтируются стрелки… (это служебное кольцо было разобрано приблизительно в 2000-х г. и сейчас о нём напоминают только опоры КС). С этого момента маршрут № 5 становится единственным маршрутом Орловского троллейбуса, не проходящим через Посадский узел пересадок. Конечной у маршрута № 5 ещё на протяжении 3-х лет будет всё так же оставаться «б-ца им. Семашко».

### 80-е годы
По состоянию на 1980 года в городе Орле действовало 7 троллейбусных маршрутов.
3 апреля 1980 г. было принято решение о переносе троллейбусной линии с ул. Гуртьева (правое крыло областной Библиотеки им. Бунина) на ул. Разградскую (ныне Красноармейскую), что было связано со слишком большим крюком, образующимся при движении по маршруту № 5, исходя из планов его продления от б-цы им. Семашко в направлении Технического университета, которые уже к тому моменту начинали претворяться в жизнь.
3 мая 1980 г. открыта линия по Наугорскому шоссе на запад до Технического Университета (конечная называется Наугорское шоссе) и продлён маршрут № 5 Вокзал — Б-ца Семашко — Наугорское шоссе. В декабре этого же года введена ТП № 15 (Московское шоссе 101-а). В 1981 г. в Орле списали последний ЗиУ-5, на улицах города начинается полное господство троллейбусов ЗиУ-9. В 1982 г. заканчивается реконструкция троллейбусного депо с расширением его вместимости до 100 ед. подвижного состава. Далее, в течение 3 лет, орловские проектировщики и транспортные строители прекладывают все усилия к сдаче ещё одной линии и новых тяговых подстанций. В 1983 г. пущена ТП № 12 (ул. М. Горького, д. 61), в декабре 1984 г. — ТП № 10 в Завокзальном пос. (Выгонка), где и развернулось строительство новой линии с кольцевым развитием, охватившей Паровозную ул., Южный пер. и Тульскую ул. (маршрут № 8 Южный пер. — Наугорское шоссе).
8 мая 1985 г. её открытие состоялось . Начало — от основной линии у ост. Гипсовый к-т, далее следовала под ж.-д. путями(с этого момента в Орле в туннеле под линией Московской ж.д. пролегают 3 контактных линии троллейбуса: одна на юг в город и две на север- в Микрорайон СПЗ и Южный пер.) и поворачивала направо на ул. Паровозную, по ней прошла до пер. Южного, где был построен диспетчерский пункт (конечная станция электротранспорта «Южная», ныне прекратившая своё существование). Затем троллейбус шёл обратно в город по Тульской ул. к Московскому шоссе и переходил на основную линию ещё до туннеля. Вместе с пассажирской линией в Завокзальном пос. были сданы в эксплуатацию и две служебных. Первая позволяла с Тульской ул. повернуть не в город, а на север в микрорайон (использовалась для возвращения в депо, эксплуатируется и поныне), а вторая отстыковывалась от основного хода у ост. ул. Электровозная, пересекала Московское шоссе, выходила на узенький проулок (Старомосковское шоссе) и поворачивала к ост. Паровозная ул. в Завокзальном пос. (эта линия позволяла троллейбусам из депо, не заходя по туннелю в город, заезжать прямо в Завокзальный пос. к ост. «Паровозная ул.». Она также позволяла сворачивать перед туннелем в случае каких-либо нештатных ситуаций. В 1990-е она потеряла соединение с системой в виде пересечений и стрелок, пребывая в заброшенном состоянии, а окончательно разобрана примерно в 2000-х годах.)
К концу 80-х годов троллейбусная система стала испытывать потребность во второй площадке для вывода подвижного состава на маршруты в Старом городе, в дополнение к имеющемуся депо на самом пассажиронапряжённом в то время направлении СПЗ-Центр. Начались подготовительные работы: на Наугорском шоссе напротив конечной остановки «Технический университет» была обозначена площадка строительства троллейбусного депо № 2, во дворе дома № 52 по Наугорскому шоссе построена Тяговая подстанция № 13 (ныне законсервирована).

### 90-е годы
Продолжается подготовка троллейбусной системы к работе с двумя депо. В Советском р-оне были взаимно перенаправлены маршруты № 3 и № 4. Теперь по часовой стрелке пошёл маршрут № 3, соответственно четвёрка следовала против часовой. Введена 4-значная нумерация вновь прибывшего подвижного состава начиная с 1ххх для старого депо в микрорайоне СПЗ.
Декабрь 1991 г. — проложена служебная соединительная троллейбусная линия по ул. 60-лет Октября от ул. М. Горького, до ул. Октябрьской с поворотом к б-це им. Семашко. Данная линия предназначалась для спрямления схемы ввода подвижного состава во второе депо из района Вокзала и Центра. Ныне используется для спрямления маршрута № 5 в обход Парка Культуры при проведении там торжественных мероприятий, которые часто сопровождаются перекрытием ул. М. Горького. В этом случае маршрут № 6 не ходит вообще, а маршрут № 5 следует по прямой на Наугорское шоссе, а обратно с него идёт кругом через б-цу им. Семашко и Октябрьскую ул. до 1-й Посадской ул. и далее по маршруту троллейбуса № 3 до вокзала. Тем временем средств для постройки депо № 2 не выделяется и его возведение не начинается, вместо этого
23 октября 1997 г. открыта односторонняя линия троллейбусов в микрорайоне СПЗ по Рощинской ул. и Московскому шоссе мимо Северного рынка, от Раздольной ул. и до площади перед троллейбусным депо. По новой линии маршрут № 7 «Стадион им. Ленина — Северный рынок». Открытие линии на ул. Рощинской ознаменовало возвращение спустя 22 года строителей троллейбуса в Новый город СПЗ, откуда далёкой осенью 1968 г. пришёл в Орёл первый троллейбус. 1 февраля 1999 г. микрорайон СПЗ и окружающие территории были официально отделены от Железнодорожного района и преобразованы в 4-й административный район Орла — Северный.
4 ноября 1998 г. торжественно отмечается 100-летие предприятия. По этому случаю, крупный московский исследователь общественного транспорта С. А. Тархов проводит исследование истории городского электрического транспорта в г. Орле, один из разделов этого труда посвящается Орловскому троллейбусу.

### 2000-е годы
МУП «Орёлэлектротранс» делаются множественные попытки пуска новых маршрутов в рамках существующей системы, без нового строительства. Так в пробном варианте находился маршрут № «ПРОБА» Б-ца им. Семашко — ул. Герцена — Санаторий «Лесной» (проходил по резервной линии на ул. 60 лет Октября сразу с поворотом к магазину Орёл), однако эксперимент не удался и маршрут был вскоре отменён.
Тем временем, финансовое положение ТТП, медленно ухудшавшееся на протяжении 90-х годов, привело к полному банкротству предприятия. В 2003 г. счета ТТП арестовали судебные приставы, было введено внешнее управление и началась распродажа имущества. Прежний директор ТТП В. Г. Верцев, доведя вверенное ему предприятие до развала, покидает должность директора, и даже самовольно вывозит с целью перепродажи служебный автобус ТТП. В этих условиях предприятие возглавил А. Я. Коровин, профессионал своего дела. Именно благодаря этому человеку Орловский троллейбус продолжает свою работу, в течение двух лет предприятие смогло рассчитаться с долгами, выплатить зарплату и даже возобновить обновление фондов.
С 03.05.2004 года по 01.07.2004 были пущены 3 экспериментальных маршрута (для работы в «часы пик»):
- * Автовокзал — Южный пер., которому после удачного эксперимента был присвоен № 10.
- ** Санаторий «Лесной» — Южный пер. (Санаторий «Лесной» — з-д Текмаш (служебное оборотное кольцо) — Южный пер. — Санаторий «Лесной»), в таком виде маршрут проработал до 07.05.2004 (ровно пять дней). Из-за неудачного эксперимента маршрут продлили до автовокзала без захода на пер. Южный (с санатория), обратно (с автовокзала) с заходом на пер. Южный до Санатория «Лесной». 01.07.2004 маршрут вовсе снимается с эксперимента БЕЗ присвоения номера.
- *** Автовокзал — Наугорское шоссе. После удачного эксперимента был присвоен № 12.

На этих маршрутах проезд стоил 3 рубля без каких-либо льгот вместо привычных 4 рублей.
с 1-го июля 2004 года 2 маршрута (* и ***) стали работать в обычном режиме (с 05:11 до 00:00, в 23:30 последняя машина с автовокзала идет в Депо), с присвоенными номерами 10 и 12 соответственно, проезд стал стоить как во всем общественном транспорте 4 рубля с предоставлением всех льгот.
В 2004 году «ТТП» отсудило у Минфина более 200 миллионов рублей за перевозку льготников. Пустить эти деньги было решено на обновление подвижного состава троллейбусного парка, не видевшего новых троллейбусов с 1990-х годов. Сначала на оригинальном заводе «Тролза» закупались только новые кузова и ставились на отремонтированные шасси. Таким путём, МУП ТТП реанимировало старые троллейбусы, на чей постоянный ремонт уходили немалые деньги.
С 2008 года «ТТП» принимает решение закупить полностью новые троллейбусы старой модели ЗиУ-682Г-016, но в так называемой «первой комплектации». Технический опыт работников депо по капитальному ремонту троллейбусов позволил применить экономичный способ обновления подвижного состава. С завода «Тролза» приходят кузова и оборудование в разобранном виде, а уже в цехах троллейбусного депо собираются новые троллейбусы. Срок службы такой техники практически такой же, как у сошедшей с заводского конвейера. В течение 2008—2009 годов орловское «ТТП» обновило троллейбусный парк почти на 90 %.
В 2009 по федеральной программе поддержки 30/70 общественного транспорта в Орёл было поставлено 7 новых троллейбусов модели ЗиУ-682Г-016 (018). Новая модель троллейбусов отличалась современным внешним видом от старой и сразу пришлась по душе населению города.
В мае 2009 года отменены маршруты
- Б/Н** СПЗ — Автовокзал
- 7 стадион имени Ленина — Северный рынок
- 10 Автовокзал — переулок Южный

9 декабря 2009 г. Орловское Трамвайно-троллейбусное предприятие стало победителем премии «Золотая колесница» в номинации «Лучшее российское региональное предприятие транспорта общего пользования».
В январе 2010 года МУП «ТТП» закупает 4 троллейбуса абсолютно новой модели ЗиУ-682Г-016.05. В модели 2009 года присутствует полноразмерный электронный маршрутоуказатель (ЭМУ), что в новинку для города Орла.
В начале февраля 2010 года перед выборами мэра было восстановлено движение по маршруту 10 Автовокзал — Южный переулок.
В июне 2010 года был разрезан на металл последний сочленённый троллейбус модели ЗиУ-6205. Поступившие в 1993 году 7 машин особо-большой пассажировместимости проработали в Орле 16 лет, после чего долгое время оставались законсервированными.

### 2010-е годы
В 2010-е годы вновь стали возникать кризисные явления в финансовом состоянии предприятия.
3 октября 2011 года поступил первый в истории города низкопольный троллейбус модели ТролЗа-5265.00 «Мегаполис», ранее проходивший испытания в г. Пенза.
В апреле 2012 года отменен 10 маршрут.
В декабре 2012 года отменен 12 маршрут.
В 2014 году окончательно отменён маршрут № 9 (предыдущие отмены были в апреле 2013 года, однако вскоре маршрут возобновили).
Летом 2015 года временно вводился и работал троллейбус 2 маршрут «Автовокзал — Вокзал».
После отмены временных и пробных маршрутов произошла первая отмена и среди постоянно-действовавших.
25 октября 2015 года отменён маршрут № 3 «Вокзал — больница Семашко». После этого сокращение маршрутной сети продолжилось.
21 января 2016 года отменён 8 маршрут троллейбуса «Наугорское шоссе — Южный переулок».
27 февраля 2016 года маршрут троллейбуса № 8 восстановлен, обслуживается одной единицей подвижного состава без регулярного графика.
1 июля 2017 года отменён маршрут № 8, маршрут № 5 продлён до конечной «Южный переулок».
1 марта 2018 года маршрут №5 снова укорочен до вокзала по исторической трассе, количество машин обслуживающих маршрут сокращено вдвое, в выходные втрое. К октябрю 2018 года, на маршруте осталось: по будням 1-2 машины, в выходные одна.
В результате накануне своего 50-летия троллейбусное движение в Орле сократилось до 4 маршрутов.
Основные причины такого положения дел в недостаточном уровне компетенций в вопросах транспортного планирования, а именно:
- недостаточные объёмы финансирования предприятия местным бюджетом;
- несовершенство федерального законодательства в части тарификации за потреблённую электроэнергию для предприятий транспорта, а также в части механизма компенсации выпадающих доходов за перевозки льготных категорий населения;
- усиленно лоббируемая конкуренция со стороны частных перевозчиков, маршрутная сеть которых никак не согласована по трассе следования и интервалам движения с подвижным составом муниципального предприятия;
- отсталость практик транспортного планирования в городе, выражающееся в недостаточном применений механизмов управления автомобилипользованием населения (недостаточный охват зоной платной парковки) в условиях постоянного возрастания числа легковых автомобилей. Также в городе в условиях заторов ни на одной из улиц не создан приоритет для движения автобусов и троллейбусов посредством выделенных полос, в результате троллейбусы вынуждены конкурировать за пассажиров с частными перевозчиками и простаивать во всё усугубляющихся заторах.
К концу второго десятилетия троллейбусное движение потребует изменения вышеуказанных обстоятельств, ухудшающих условия работы троллейбусов.
В 2018 году на предприятие поступило 13 списанных московских троллейбусов "Мегаполис" и "ВМЗ-5298.01". На 1 августа 2020 три троллейбуса удалось восстановить. Троллейбусы курсируют под бортовыми номерами 1152, 1153, 1154.
1 августа 2019 года ушёл в отставку Руководитель ТТП А.Я. Коровин, с именем которого связано спасение предприятия в середине 2000-х годов.

### 2020-е годы
1 июня 2020 года возобновлено движение троллейбусного маршрута №8 пер. Южный — Наугорское шоссе через 1-ю Посадскую улицу. Также продлён маршрут №5. Теперь он следует от пер. Южного, через ул. Герцена до Наугорского шоссе. Маршруты обслуживаются с большими интервалами.
1 января 2021 года 5 маршрут "пер. Южный - Наугорское шоссе" вновь сокращен до Железнодорожного вокзала.
1 февраля 2021 года в связи с закрытием на реконструкцию Красного моста на 2 года маршруты троллейбусов имеют следующие изменения: 5 маршрут отменен, 1 маршрут следует через ул. Герцена далее на автовокзал, 8 маршрут следует так же через ул. Герцена далее по трассе бывшего 5 маршрута.
3 февраля 2022 года вместо маршрутов №1 и № 8 запущены маршруты № 2 «Наугорское шоссе — Санаторий „Лесной“» и № 7 «Автовокзал — Переулок Южный».
Во второй половине 2022 года в Орле рассматривали вопрос по стабилизации перевозок, также обсуждался вариант приостановки троллейбусного сообщения, от которого быстро отказались после получения предписаний Генеральной прокуратуры РФ. Орловские водители троллейбусов выступали на Парламентских слушаниях в Госдуме по вопросу принятия антикризисных мер на наземном пассажирском электротранспорте.
30 ноября 2023 года в связи с открытием Красного моста маршруты №2 и №7 были отменены. Возвращены маршруты №1 "Автовокзал - Санаторий Лесной" и №5 "Наугорское шоссе - Вокзал", являющиеся дублирующими по отношению к автобусным маршрутам.
По состоянию на декабрь 2023 года выпуск в будние дни составляет 16-18 машин.
С 1 января 2024 года маршрут №5 продлён до конечной остановки "Санаторий "Лесной", фактически повторяя ранее отменённый временный маршрут №2. 
В 2024 году выпуск ещё уменьшился и составляет 10-13 машин ежедневно. Полноценно обслуживается только маршрут 6, интервалы на остальных маршрутах превышают 30-40 минут. С ноября 2023 года не работает односторонняя троллейбусная линия в Завокзальный посёлок (Выгонка), поэтому маршрут 8, существующий в реестре, фактически не действует.
В июне 2024 года сообщалось о безвозмездной передаче в Орёл пяти троллейбусов ВМЗ-5298.01 «Авангард», ранее эксплуатируемых в Санкт-Петербурге. Осенью 2024 вышли троллейбусы из этой партии с бортовыми №1165, 1166 (29 декабря 2024 загорелся во время движения, не эксплуатируется) и 1167, зимой 2025 года вышел №1168. Весной этого же года были выпущены на линию троллейбусы №№1169-1174 и №1179, в том числе из второй партии из 15 троллейбусов ВМЗ-5298.01 «Авангард», ранее эксплуатируемых в Санкт-Петербурге. На фоне этого практически все старые троллейбусы ЗиУ-682 отстранены от работы. 
С января 2025 года по причине неисправности контактной сети движение троллейбусного маршрута 5 в направлении от Наугорского шоссе осуществляется через Тургеневский и Красный мосты. Средний интервал на маршруте превышает час.

## Троллейбусное депо
Адрес: 302000, г. Орёл, Московское шоссе, д. 158

## Подвижной состав
По состоянию на март 2023 г. в МУП "ТТП" имеются 39 пассажирских троллейбусов и один служебный грузовой КТГ-2, выполняющий роль техпомощи.

### Пассажирские троллейбусы
- ЗиУ-682 различных модификаций;
- ТролЗа-5265.00 «Мегаполис»;
- Тролза-5264.05 «Слобода»;
- ВМЗ-5298.01 (ВМЗ-463, ВМЗ-475);
- ВМЗ-5298.01 «Авангард».

### Грузовые (служебные) троллейбусы
- КТГ-1 (все списаны);
- КТГ-2 (в роли техпомощи до начала 2020-х работал единственный троллейбус № 012).

### Бортовые номера
Парковые номера: № 015, 022, 026, 027, 034, 035, 038, 052, 055, 063, 068, 077, 079, 099, 1117, 1126, 1139, 1140, 1142-1146, 1149-1153, 1155-1159, 1163, 1165, 1167-1174, 1179.

## Галерея

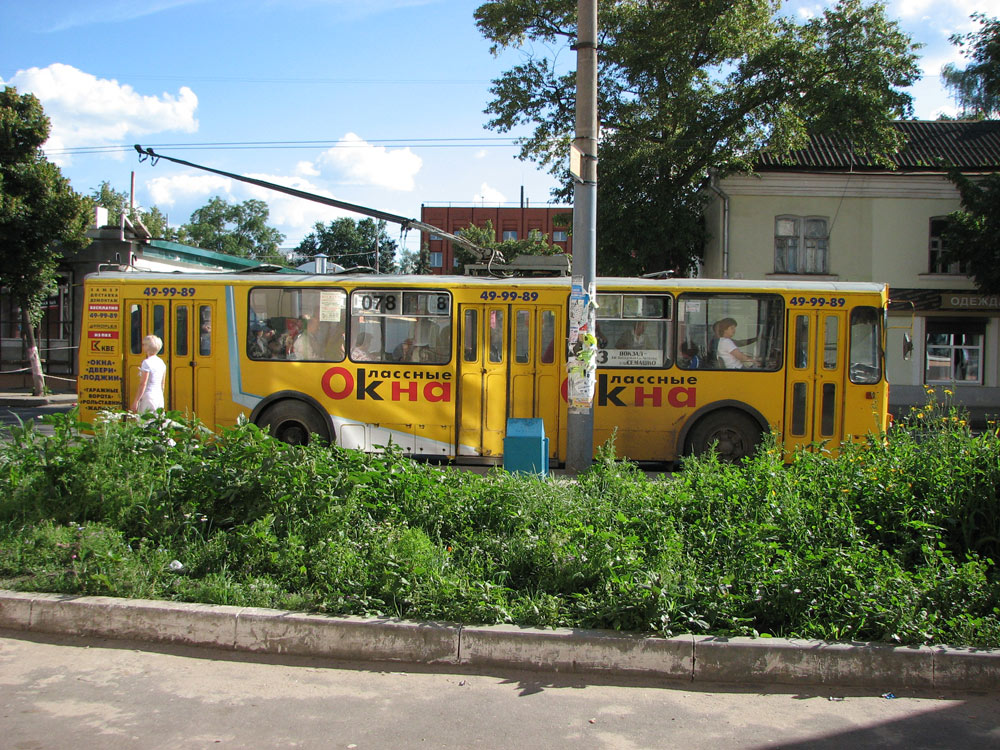
Троллейбус в центре Орла на маршруте №3

Фото Орловского троллейбуса можно посмотреть на странице, посвящённой орловскому троллейбусу и неофициальном сайте Орловского транспорта: https://orel-transport.ru/.

## Нереализованные проекты
Линия к Аэропорту (маршруты № 2 и 7). Проектировалась (параллельно с линией в Завокзальный пос.) от Автовокзала по Комсомольской ул. и Кромской ул. в 909 квартале. Расчётный срок ввода в эксплуатацию 1985 г. В 1983 г. начинаются работы по переносу опор контактной сети трамвая на Комсомольской улице из межрельсового расположения к краю проезжей части Комсомольской улицы и далее такие работы были произведены и на Кромском шоссе. Контактная сеть трамвая была перевешена, а новое расположение опор позволяло использовать их для навешивания контактной сети троллейбуса. Однако, строительство по разным причинам откладывается, в 1988 г. для этой линии было подготовлено энергохозяйство с пуском ТП № 17 (Автовокзал), в 1989 г. пущена ТП № 16 (ХимМаш), призванная разгрузить для троллейбуса ТП № 9 (Начало Кромского шоссе), сданную в эксплуатацию для нужд трамвая ещё 14 декабря 1976 г. Однако, в связи с общим ухудшением экономической ситуации в стране в начале 90-х годов, к монтажу кронштейнов и навеске самой контактной сети не приступили.
Линия в восточной части Железнодорожного р-на. Проектировалась в 1980-х годах в Железнодорожном р-оне и отмечен на проектной схеме развития электротранспорта на 12-ю Пятилетку и в рамках ГенПлана Орла 1989 г. Линия начиналась от ул. Розы Люксембург, пролегала через мост Дружбы на ул. 5-е Августа и, далее, по ул. Ляшко выходила к з-ду Текмаш перед вокзалом.
Вторая Линия в Завокзальный пос. Восточнее кольца трамвая «ул. Пушкина» находится недостроенный путепровод на Южный пер. в Завокзальный пос. Транспортное соединение новых линий в Завокзальном пос. и проектируемой линии в Восточной части Железнодорожного р-на дало бы возможность пуска рокадного троллейбусного маршрута Восточнее Центра города в обход Главной транспортной оси — Московской ул. — в Завокзальный пос. и через него на СПЗ. Для подготовки к реализации этого проекта были построены служебные линии при въезде и выезде из Завокзального пос. в направлении на СПЗ. Ещё один факт, свидетельствующий в пользу планировавшейся постройки соединительной линии ул. Ляшко — стык с ул. 5-е Августа — путепровод — Южный пер. Наличие в Южном пер. диспетчерского пункта, созданного специально для обслуживания в паре с Вокзальным этой новой линии.
Линия по Новосильскому шоссе. Первоначальным проектом предусматривался пуск троллейбусов через Завокзальный посёлок до проходных з-да «Автопогрузчик» со снятием магистральной ж. д. линии и переезда в одном уровне на пути к этому заводу. В конце 1970-х гг. для этого был проложен грузовой обход от станции «Лужки-Орловские» к Елецкому ходу, однако старый путь из-за возникшей удобной пересадки с пригородных электричек на троллейбус снимать не стали. Таким образом сданная в 1985 г. 1-я очередь до переулка Южного так осталась единственной. 2-й участок по Новосильскому шоссе достроен не был, хотя на Новосильском шоссе за переездом были установлены опоры контактной сети троллейбуса, сохранившиеся и до настоящего времени.
Линия в Весёлую слободу В начале 90-х предполагалось пустить маршрут 7 по улицам Полеской, Генерала Родина, Весёлой, Космодемьянской, Новой, Тургенева В итоге маршрут был запущен по существующей сети через улицу Лескова (в укороченном варианте и без нового строительства). В 2006 г. проект был вновь авансирован, подготовлен проект и смонтирована одна опора контактной сети, после строительство не возобновлялось.
Линия в Южную промзону
В мемуарах А.Иванова упоминаются планы начала 1970-х гг. по продлению троллейбусной линии к заводу Железобетонных конструкций (Стройиндустрия) и в промзону Химмаш. Все они были отменены в пользу расширения трамвайной сети, пуск вагонов трамвая к заводу Химмаш состоялся в 1978 г.